# Переможці пустелі
Переможці пустелі (англ. Winners of the Wilderness) — американська історична драма режисера В. С. Ван Дайка 1927 року.

## Сюжет
Полковник О'Хара любить Рене, дочку командувача французькими військами під час франко-індіанської війни. Індіанці, в Понтіаку, викрадають Рене. І О'Хара сподівається врятувати її і одружитися з нею.

## У ролях
- Тім МакКой — полковник Деніел О'Хара
- Джоан Кроуфорд — Рене
- Едвард Коннеллі — генерал
- Рой Д'Арсі — капітан Дюма
- Луїза Лоррейн — Мімі
- Едвард Хірн — генерал Джордж Вашингтон
- Том О'Брайен — Тімоті
- Вілл Воллін — генерал Едвард Бреддок
- Френк Куррьє — губернатор де Вейдройл
- Лайонел Бельмор — губернатор Вірджинії